# Stanbridge (Bedfordshire)
Pour les articles homonymes, voir Stanbridge.
Stanbridge est un village et une paroisse civile du Central Bedfordshire, en Angleterre.